# 文治 (大理)
文治（1110年—1121年）是大理国皇帝段正严的第二個年号，共計12年。
雲南文獻皆作段正嚴第二個年號，唯《滇载记》无此年号，李兆洛《纪元编》则列在广运之后。李崇智从《滇云历年传》和胡蔚《南诏野史》，列于日新和永嘉之间。
起訖年，方詩銘、李崇智、段玉明、李家瑞作1110年－？，王雲、黃德榮作1110年－1121年。

## 年號及改元出處
- 倪輅《南詔野史》：「宋徽宗大觀二年（1108），改元日新，又改元文治。……」
- 胡蔚《增訂南詔野史》：「宋徽宗戊子大觀二年（1108）即位。明年（1109），改元日新，又改元文治、永嘉、保天、廣運。……高宗丁卯紹興十七年（1147），王老，因諸子內爭外叛、遂禪位為僧，在位三十九年。」
- 王崧《雲南備徵志》：「宋大觀二年（1108）即位，改元日新。……三年（即位第三年，1110），改元文治。……禪位為僧，在位四十年。」
- 諸葛元聲《滇史》：「段氏十六世正嚴，以宋徽宗大觀二年戊子（1108）立，改元日新。庚寅（1110），改元文治。……正嚴于壬寅年（1122）改元永嘉。己酉（1129），改元保天。……戊午（1138），正嚴又改元廣運。丁卯（1147），避位為僧，在位凡四十年。」
- 李京《雲南志略》：「子政嚴立，改元日改（陶宗儀《說郛》作日新）、文治、永嘉、天保、廣運。在位四十年。」
- 楊慎《滇載記》：「正嚴以宋徽宗大觀二年（1108）立，四十年，改元四，曰日新、永嘉、保天、廣運。」
- 馮蘇《滇考》：「徽宗大觀二年（1108）子正嚴嗣，改元日新、文治、永嘉、保天、廣運。……立四十年，避位為僧。」
- 《白古通記淺述》：「正嚴立四十年。」
- 高奣映《雞足山志》卷六：「政和五年乙未，即文治六年，宋遣翰林耽通籍种位震、儒士黃漸盤褒公讓國忠貞至孝。」
- 《維摩詰經》：「文治九年戊戌季冬旦日記。」[8]
- 《囗興氏慈孝囗囗之碑》：「己丑之歲……文治二年……。」[9]
- 《郭分（？）之碑》：「文治三〔年〕十二月五立。」
- 《李青愛墓碑》：「文治四年歲次癸巳。」
- 《師貞墓碑》：「文治四年癸巳。」
- 《真淂芳保合葬墓碑》：「文治七年……歲御辛丑……」
- 《圓貴墓碑》：「文治十一年。」

## 纪年對照表
| 文治 | 元年   | 二年   | 三年   | 四年   | 五年   | 六年   | 七年   | 八年   | 九年   | 十年   |
| ---- | ------ | ------ | ------ | ------ | ------ | ------ | ------ | ------ | ------ | ------ |
| 公元 | 1110年 | 1111年 | 1112年 | 1113年 | 1114年 | 1115年 | 1116年 | 1117年 | 1118年 | 1119年 |
| 支   | 庚寅   | 辛卯   | 壬辰   | 癸巳   | 甲午   | 乙未   | 丙申   | 丁酉   | 戊戌   | 己亥   |
| 文治 | 十一年 | 十二年 |        |        |        |        |        |        |        |        |
| 公元 | 1120年 | 1121年 |        |        |        |        |        |        |        |        |
| 干支 | 庚子   | 辛丑   |        |        |        |        |        |        |        |        |

## 同期存在的其他政權年號
- 中國
  - 大觀（1107年－1110年）：宋－宋徽宗趙佶之年號
  - 政和（1111年－1118年）：宋－宋徽宗趙佶之年號
  - 重和（1118年－1119年）：宋－宋徽宗趙佶之年號
  - 宣和（1119年－1125年）：宋－宋徽宗趙佶之年號
  - 乾統（1101年－1110年）：遼－遼天祚帝耶律延禧之年號
  - 天慶（1111年－1120年）：遼－遼天祚帝耶律延禧之年號
  - 保大（1121年－1125年）：遼－遼天祚帝耶律延禧之年號
  - 收國（1115年－1116年）：金－金太祖完顏阿骨打之年號
  - 天輔（1117年－1123年）：金－金太祖完顏阿骨打之年號
  - 貞觀（1101年－1113年）：西夏－夏崇宗李乾順之年號
  - 雍寧（1114年－1118年）：西夏－夏崇宗李乾順之年號
  - 元德（1119年－1127年）：西夏－夏崇宗李乾順之年號
- 越南
  - 會祥大慶（1110年－1119年）：李朝－李乾德之年號
  - 天符睿武（1120年－1126年）：李朝－李乾德之年號
- 日本
  - 天仁（1108年－1110年）：鳥羽天皇之年號
  - 天永（1110年－1113年）：鳥羽天皇之年號
  - 永久（1113年－1118年）：鳥羽天皇之年號
  - 元永（1118年－1120年）：鳥羽天皇之年號
  - 保安（1120年－1124年）：鳥羽天皇與崇德天皇之年號